# Zbigniew Stawecki
Zbigniew Andrzej Stawecki (ur. 1 czerwca 1934 w Pułtusku, zm. 27 lipca 2000 w Lublinie) – polski autor tekstów kabaretowych i piosenek, poeta.

## Życiorys
Studiował na Wydziale Aktorskim PWST w Warszawie. Absolwent Wydziału Filologii Polskiej KUL.
Tworzył skecze i monologi dla kabaretu Wagabunda, Teatru na Targówku i Teatru Syrena w Warszawie, a także teksty piosenek do sztuk teatralnych. Współtworzył – jako kompozytor lub autor tekstów – piosenki dla artystów, takich jak m.in. Irena Santor, Hanna Banaszak, Anna German, Irena Jarocka, Halina Kunicka, Jerzy Połomski, Zdzisława Sośnicka i Zbigniew Wodecki.
Był gejem.

## Zbiory poezji
- Liryczne żarty z bieżącej karty, Wyd. Radia Lublin, 1995